# 1955 au Maroc
Chronologie du Maroc
- 1951
- 1952
- 1953
- 1954
- 1955
- 1956
- 1957
- 1958
- 1959

Cet article présente les faits marquants de l'année 1955 au Maroc ou relatifs au Maroc.

## Événements
- août 1955 : révolte à Oued Zem[1].
- 20 août : des émeutes éclatent simultanément au Maroc et en Algérie[2].
- 16 novembre : retour au Maroc du sultan Sidi Mohammed ben Youssef après deux ans d'exil à Madagascar[3].